# Pégairolles-de-Buèges
 Pégairolles-de-Buèges  (en occitano Pegairòlas de Buòja) es una población y comuna francesa, situada en la región de Languedoc-Rosellón, departamento de Hérault, en el distrito de Montpellier y cantón de Saint-Martin-de-Londres.

## Demografía
| 33 | 33 | 32 | 50 | 42 | 54 |
| Para los censos de 1962 a 1999 la población legal corresponde a la población sin duplicidades (Fuente: INSEE [Consultar]) |    |    |    |    |    |